# NGC 1529
NGC 1529 è una vasta galassia lenticolare vista di taglio, situata nella costellazione del Reticolo, a una distanza di circa 246 milioni di anni luce dalla nostra Via Lattea.

## Scoperta
La galassia è stata scoperta il 28 settembre 1826 dall'astronomo britannico John Herschel.

## Descrizione
Secondo Soares e colleghi, NGC 1529 e NGC 1534 formano una coppia di galassie.
Invece secondo Garcia, NGC 1534 è la galassia più vasta e più luminosa del Gruppo di ESO 117-19, un terzetto di galassie di cui NGC 1529 non fa parte.
Evidentemente i criteri di classificazione dei due autori per quanto riguarda i raggruppamenti di galassie, sono alquanto differenti.